# Калитея
Калите́я (греч. Καλλιθέα) — город в Греции, южный пригород Афин. Расположен на высоте 25 метров над уровнем моря, на берегу бухты Фалирон залива Сароникоса Эгейского моря, на Афинской равнине, в 4 километрах к юго-западу от центра Афины, площади Омониас, и в 22 километрах к северо-западу от международного аэропорта «Элефтериос Венизелос». Административный центр одноимённой общины (дима) в периферийной единице Южные Афины в периферии Аттика. Население — 100 641 жителей по переписи 2011 года, является самой густонаселённой общиной в афинской агломерации. Площадь — 4,749 квадратного километра. Плотность — 21 192,04 человека на квадратный километр. Димархом на местных выборах 2014 года избран Димитриос Карнавос (Δημήτριος Κάρναβος).
Граничит на востоке по проспекту Сингру с районом Неос-Козмосом, с общинами Афинами, Неа-Смирни, Палеон-Фалироном, на западе — по линии 1 афинского метрополитена и реке Илисос — с общиной Мосхатон-Таврос. Обслуживает город станция Линии 1 афинского метрополитена «Калитея».

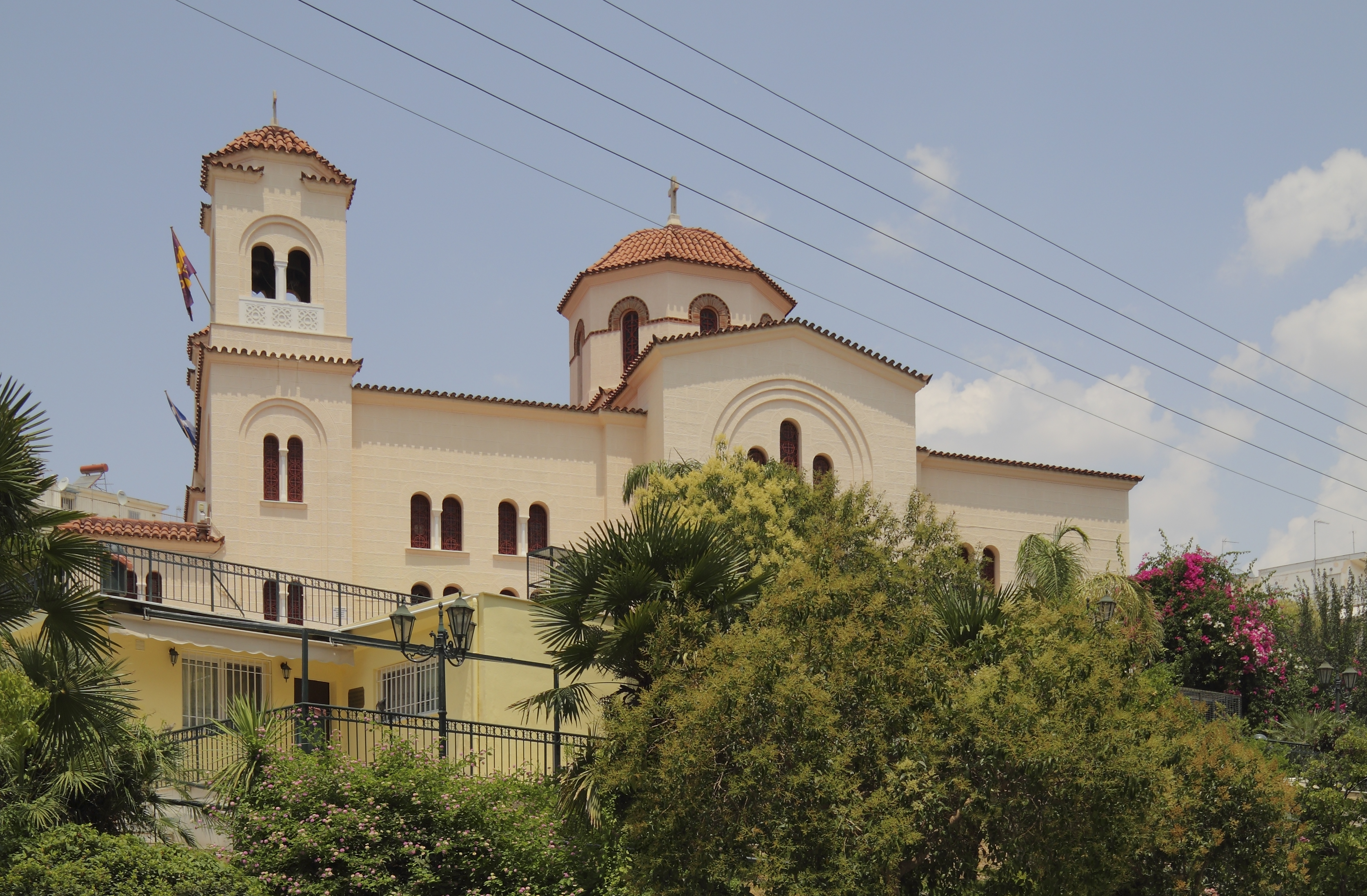
Церковь Преображения Господня в Калитее

На гербе общины изображён Тесей, сын Эгея, который по древнегреческой мифологии по возвращении из путешествия на Крит высадился в Калитее. Археологические находки свидетельствуют о существовании некрополя в IV веке до н. э. в области Калитеи. После малоазийской катастрофы в Калитее поселились беженцы из Малой Азии.
В Калитее расположен университет Пантеон и футбольный клуб «Калитея», который проводит домашние матчи на стадионе «Григорис Ламбракис» в Калитее. На пляже Калитеи расположен Олимпийский комплекс в Фалироне. Для проведения соревнований по пляжному волейболу на летних Олимпийских играх 2004 года был построен спортивный центр. В 2016 году открыт Культурный центр имени Ставроса Ниархоса, который включает в себя Национальную библиотеку и Национальную оперу.
Сообщество Калитея создано в 1925 году (ΦΕΚ 48Α), в 1933 году (ΦΕΚ 109Α) создана община.

## Население
| Год  | Население, человек |
| ---- | ------------------ |
| 1991 | 116 731            |
| 2001 | 115 150            |
| 2011 | ↘ 100 641          |

## Достопримечательности
- Калитейский монумент[англ.]
- Монумент братства понтийских греков «Аргонавт — Комнин»